# Qualea
Qualea is een geslacht van de familie Vochysiaceae Het geslacht bevat zo'n 56 soorten, meestal bomen uit het regenwoud. De soorten komen voor in tropisch Amerika.

## Soorten
- Qualea acuminata Spruce ex Warm.
- Qualea amapaensis Balslev & S.A.Mori
- Qualea amoena Ducke
- Qualea brasiliana Stafleu & Marc.-Berti
- Qualea brevipedicellata Stafleu
- Qualea caerulea Aubl.
- Qualea calantha Pilg.
- Qualea calophylla Pittier
- Qualea clavata Stafleu
- Qualea coerulea Aubl. (Laaglandgronfolo)
- Qualea cordata Spreng.
- Qualea cryptantha (Spreng.) Warm.
- Qualea cyanea Ducke
- Qualea cymulosa Schery
- Qualea decorticans Ducke
- Qualea densiflora Warm.
- Qualea dinizii Ducke
- Qualea elegans Taub. ex Benoist
- Qualea gestasiana A.St.-Hil.
- Qualea glaziovii Warm.
- Qualea gracilior Pilg.
- Qualea grandiflora Mart.
- Qualea hannekesaskiarum Marc.-Berti
- Qualea homosepala Ducke
- Qualea impexa J.F.Macbr.
- Qualea ingens Warm.
- Qualea insignis G.H.Shimizu, D.J.P.Gonç., F.França & K.Yamam.
- Qualea johannabakkerae Marc.-Berti
- Qualea labouriauana Paula
- Qualea lineata Stafleu
- Qualea lundii (Warm.) Warm.
- Qualea macropetala Spruce ex Warm.
- Qualea magna Kuhlm.
- Qualea marioniae Marc.-Berti
- Qualea megalocarpa Stafleu
- Qualea mori-boomii Marc.-Berti
- Qualea multiflora Mart.
- Qualea panamensis Marc.-Berti
- Qualea paraensis Ducke
- Qualea parviflora Mart.
- Qualea polychroma Stafleu
- Qualea psidiifolia Spruce ex Warm.
- Qualea pulcherrima Spruce ex Warm.
- Qualea rosea Aubl. (Berggronfolo)
- Qualea rupicola Ducke
- Qualea schomburgkiana Warm.
- Qualea selloi Warm.
- Qualea sprucei Warm.
- Qualea suprema Ducke
- Qualea tessmannii Mildbr.
- Qualea themistoclesii Ducke
- Qualea tricolor Benoist
- Qualea tuberculata Stafleu
- Qualea wurdackii Marc.-Berti